# 汤本
湯本 ，華人學者、評論家、演說家。
湯本現在於美國克萊蒙研究所亞洲研究中心擔任主任、任吉林大學終身客座教授、並且在上海復旦大學國際關係和公共事務學院擔任顧問、中山大學、暨南大學特聘講座教授、廣東社科院客座教授。2008年，他為中華民國國防大學學術講座之主講教授。
湯本生於中國上海市，文革期間上山下鄉，曾為東北長白山知青，務農伐木歷時3年，刻苦自學，其後成為高中及大專教師，文革後考取研究生，1986年赴美留學，獲得加利福尼亞大學(UCSB)碩士學位，為對美國學界政策界和媒體具有影響力的“傳統理論研究員”之唯一華裔成員。
他多年從事美中台關係研究，曾經主持並參與主辦多項研究項目、學術會議及政策研討會。九十年代，他首先提出中美“溝通、互信、建設”的三C政策建言和兩岸和平合作的主張。自1998年以來，他在中國大陸香港台灣展開美中關係、美國中國時政、現代文化、美國商道及人生勵志評論和演講。
湯本曾多次擔任聯合國工業發展組織高峰論壇、中國高峰政策建言論壇、美國之音、全球(世界)華文媒體論壇、中國企業文化國際論壇、嶺南大講壇等主講人主持人。其文章主要是分析中美關係的走向及中美兩國的政治經濟文化優勢和問題的對比和剖分。他曾三度應邀赴台觀察臺灣大選。其管理、學術和文化演講受到企業管理者、學者、大學生、高級軍官和學官的歡迎，獲得“包容開放的思維廣度，展現大學的激情”，“熱愛美國，也熱愛中國”，“文化與智慧的震憾”，“思想盛宴”“激發管理創新智慧”等評價。
湯本提出“美中合作，影響世界”的主張。他首先向中美兩國朝野人士提出“消化美國、消化中國”的重要性，並且多次以海外新華人的角度在大陸、香港和台灣雜誌上刊登文章，常見於香港《中國評論》、《亞洲周刊》等報刊，上海北京廣州《南風窗》、《羊城晚報》、《大眾汽車》、《勞動報》等。2009年應邀在網易開設博客。
湯本1998年在洛杉磯創辦《湯本論壇》(www.tangben.com)，在華人社會電子評論媒體獨樹一幟，一直為主持人和主撰人。
作家祖慰(上海同濟大學教授、上海世博資深創意策劃顧問)在《南方周末》(2007年3月28日) 發表文章，認為，湯本的政經及社會文化的新聞評論和學術探索思想，具有“中西方雙重文化觀察軟件”，以“基因的雙螺旋”文化結構，產生“激活酶”思考效應，給讀者帶來禪宗六祖所描繪過的那種玄妙的“頓悟”。2003年被美國加州參議院授予“學術成就獎”、2007年被上海文廣集團東方大講壇評選為“最佳演說家”（其他两位是黎瑞刚和白岩松），2003年被稱為“華人社會頂尖評論家”(《星洲日報》 2004年11月18日)。
湯本喜愛跑步、游泳、射擊等體育運動，為美國南加州華人第23屆田徑運動會中年組百米冠軍。